# Carova mešita
Carova mešita nebo Císařská mešita (bosensky Careva džamija) je jednou z nejstarších mešit v Sarajevu i celé Bosně a Hercegovině. Nachází se na místě, kde místní část Bistrik dosahuje koryta řeky Miljacky. Postavena byla kolem roku 1460, tehdy ještě měla dřevěný minaret, a původně nesla název Atik džamija (Stará mešita). Na jejím místě se původně nacházel jen malý svatostánek, ale přesnější záznamy o původní stavbě se nedochovaly.
O výstavbu mešity se zasloužil osmanský místodržící v Bosně a zakladatel Sarajeva Isa-beg Ishaković. V roce 1480 budova vyhořela při útoku uherského vojska pod vedením Vuka Grgureviće, velitele jajecké bánoviny, na Sarajevo. Roku 1566 byla mešita přebudována a přejmenována na počest hlavního donora rozsáhlé opravy, sultána Sulejmana I. (careva –  císařova či carova, pro Slovany byl carem sultán přebývající v Cařihradu, tedy Istanbulu). Modlitebna byla těžce poničena také během vpádu Evžena Savojského do Sarajeva v roce 1697. Od roku 1753 se v blízkosti mešity nacházela také kamenná knihovna.
Roku 1912 český architekt Karel Pařík k mešitě přistavěl správní budovu, kterou využívala rada starších (Rijaset) Islámského společenství v Bosně a Hercegovině.
Mezi lety 1980 a 1983 proběhla konzervace a oprava fresek. Nato byla v letech 2014–2015 dokončena generální rekonstrukce mešity, v jejímž průběhu došlo k rozebrání a opětovnému sestavení minaretu. Úhrnná cena prací tehdy dosahovala 2,6 mil. konvertibilních marek a zajistila je Turecká agentura pro mezinárodní spolupráci a rozvoj (TIKA). Slavnostního znovuotevření se zúčastnil bosňácký člen Předsednictva Bosny a Hercegoviny Bakir Izetbegović a turecký prezident Recep Tayyip Erdoğan.